# イ・ヨンスク
イ・ヨンスク（李研淑・1956年 - ）は、韓国出身の社会言語学者。一橋大学名誉教授。サントリー学芸賞受賞。

## 来歴・人物
韓国全羅南道順天市出身。延世大学校文科大学を経て、1985年一橋大学大学院社会学研究科修士課程修了、1991年一橋大学大学院社会学研究科博士課程単位取得満期退学。1996年社会学博士（一橋大学）。
1989年大東文化大学国際関係学部専任講師、1991年同助教授、1997年一橋大学大学院言語社会研究科助教授、2001年同教授。2020年同特任教授、同名誉教授。『「国語」という思想』でサントリー学芸賞受賞。
VAWW-NETジャパンが推進する戦争と女性の人権博物館建設の呼びかけ人を務めている。指導学生に岡田泰平、木村晴美など。

## 著書

### 単著
- 『「国語」という思想――近代日本の言語認識』（岩波書店, 1996年）のち現代文庫
- 『異邦の記憶 故郷・国家・自由』（晶文社, 2007年）
- 『「ことば」という幻影 近代日本の言語イデオロギー』（明石書店, 2009年）

### 共著
- （川村湊・上野千鶴子・奥泉光・成田龍一・井上ひさし・高橋源一郎）『戦争はどのように語られてきたか』（朝日新聞社, 1999年）「戦争文学を読む」朝日文庫
- 『「やさしい日本語」は何を目指すか 多文化共生社会を実現するために』庵功雄,森篤嗣共編 ココ出版 2013
- 『朝鮮の女性〈1392-1945〉 身体、言語、心性』金賢珠, 朴茂瑛,許南麟共編 クオン 2016

### 翻訳
- ベネディクト・アンダーソン『比較の亡霊 ナショナリズム・東南アジア・世界』糟谷啓介,高地薫,鈴木俊弘,増田久美子,田中稔穂,荒井幸康,中村順,木村護郎クリストフ共訳 作品社 2005